# Jacques Mazoyer
 (juin 2008).
Si vous disposez d'ouvrages ou d'articles de référence ou si vous connaissez des sites web de qualité traitant du thème abordé ici, merci de compléter l'article en donnant les références utiles à sa vérifiabilité et en les liant à la section « Notes et références ».
Pour les articles homonymes, voir Mazoyer.
Jacques Mazoyer, ancien élève de l'École polytechnique (promo 1968) est un chercheur en informatique théorique français, qui est connu pour ses résultats sur les automates cellulaires, en particulier le problème de la synchronisation d'une ligne de fusiliers. Il travaillait à l'ENS Lyon, et a pris sa retraite en 2008. Il a en particulier travaillé en collaboration avec Marianne Delorme.